# Fiat Cityway
Fiat Cityway − seria tramwajów produkowanych przez Fiat Ferroviaria.

## Konstrukcja

### Tramwaje Roma I
Tramwaje są częściowo niskopodłogowe, dwukierunkowe, dwustronne i pięcioczłonowe. Pierwszy człon jest wyposażony w jeden wózek napędny a z drugiej strony jest podwieszony, następny człon jest krótszy od pierwszego i wyposażony jest w wózek toczny, następny człon jest podwieszony, czwarty człon jest wyposażony w wózek toczny i ostatni piąty jest wyposażony w wózek napędny.

### Tramwaje Roma II
Druga seria tramwajów dla Rzymu jest siedmioczłonowa o długości 33 m. Tramwaje te są dwukierunkowe i dwustronne. Wózki napędne znajdują się w członach 3 i 5. Pierwszy i ostatni człon nie mają drzwi. Człony 2 i 6 mają po jednej parze drzwi z każdej strony, natomiast człon 4 ma dwie pary drzwi po każdej stronie. 

### Tramwaje dla Mesyny i Turynu
Tramwaje dla tych miast mają odmienną stylistykę. Pierwszy człon jest dłuższy od tych jakie zastosowano w poprzednich wersjach tramwajów Cityway. Wagony dla Mesyny mają 8 silników, a dla Turynu 12. Każdy silnik napędza jedno koło. Pięć spośród 55 dostarczonych wagonów do Turynu jest jednokierunkowa, wszystkie pozostałe w Mesynie i Turynie to wagony dwukierunkowe.  
Dane techniczne tramwajów Cityway:
| Parametr                       | Roma I  | Roma II | Mesyna  | Turyn    |
| ------------------------------ | ------- | ------- | ------- | -------- |
| Liczba członów                 | 5       | 7       | 5       | 7        |
| Długość                        | 31,3 m  | 33 m    | 22,5 m  | 34 m     |
| Szerokość                      | 2,4 m   | 2,4 m   | 2,4 m   | 2,4 m    |
| Wysokość                       | 3,3 m   | 3,3 m   | 3,3 m   | 3,3 m    |
| L. miejsc siedzących/stojących | 54/279  | 70/279  | 14/?    | 40/157   |
| Moc silników                   | 732 kW  | 732 kW  | 8x62 kW | 12x62 kW |
| Prędkość maksymalna            | 70 km/h | 70 km/h | 70 km/h | 70 km/h  |
| Masa                           | 40 t    | 41,4 t  | ?       | 38,7 t   |

## Eksploatacja
Pierwszą dostarczoną serią tramwajów Cityway były wagony Roma I dla Rzymu dostarczone w latach 1998−1999 w liczbie 28 sztuk. W latach 1999−2001 dostarczono do Rzymu serię tramwajów Roma II w liczbie 50 wagonów. Drugim miastem, które otrzymało tramwaje Cityway była Mesyna, która w 2001 otrzymała 15 wagonów. W latach 2001−2003 dostarczono 55 wagonów dla Turynu. 

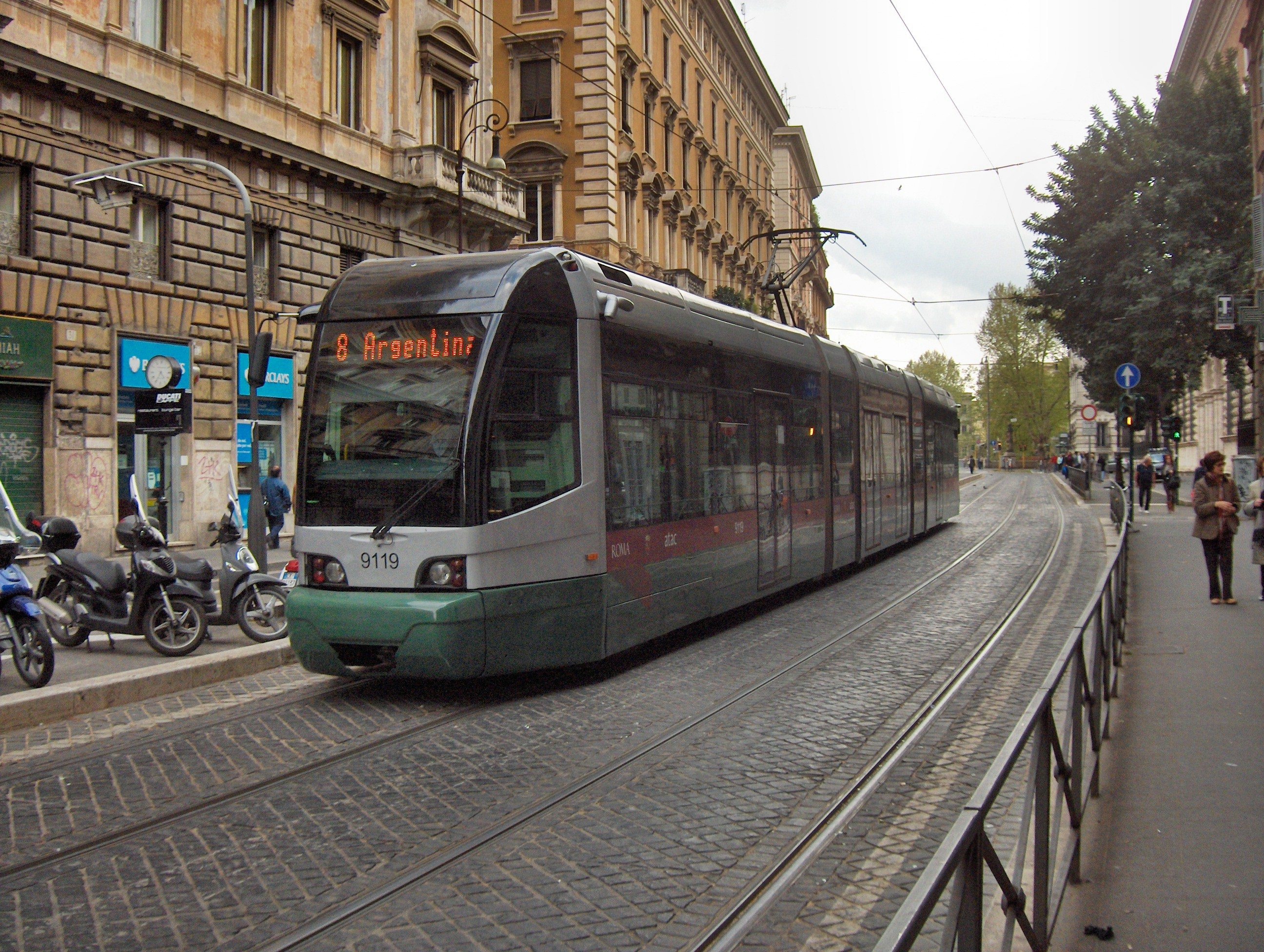
Tramwaj Roma I
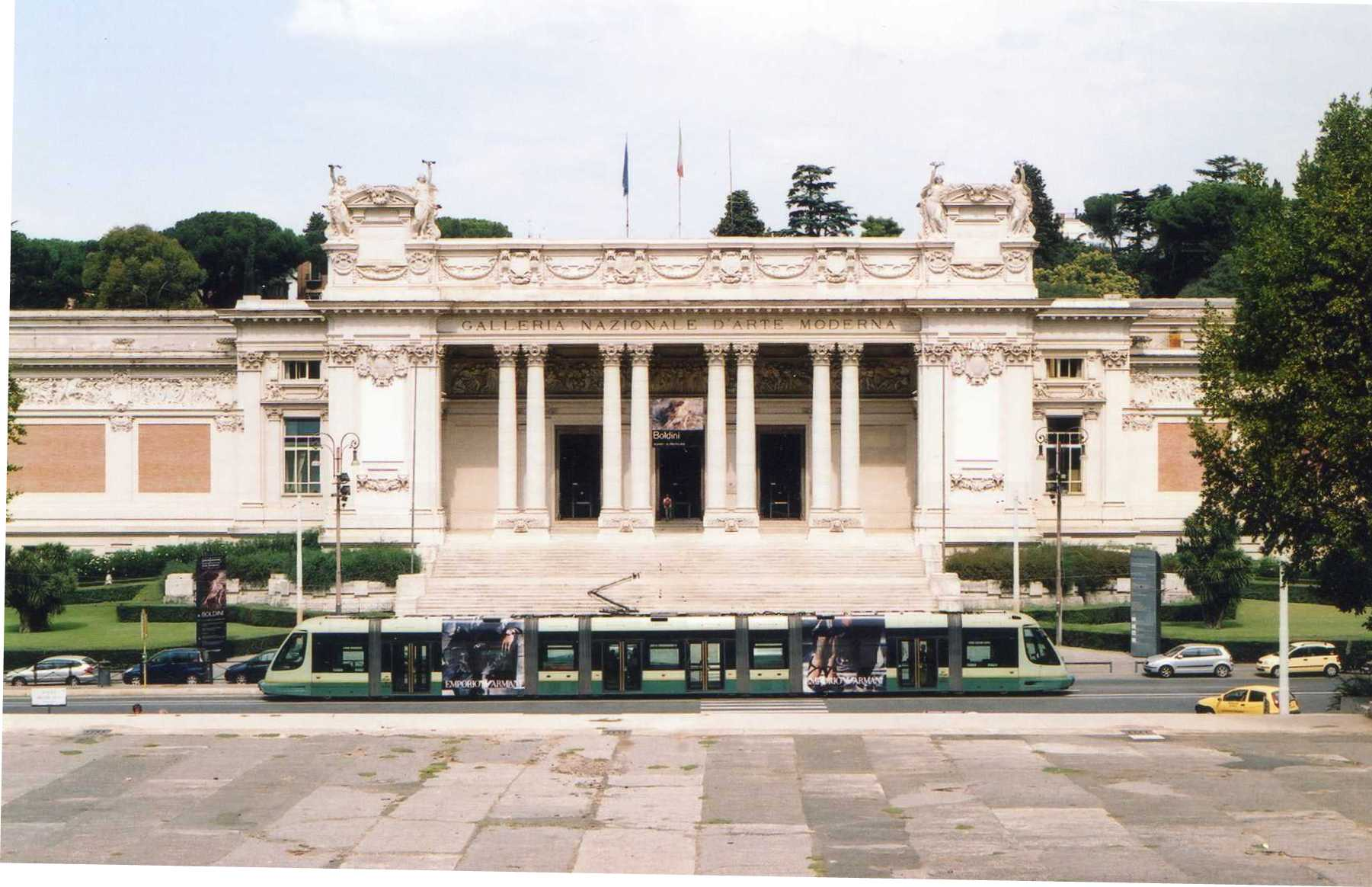
Tramwaj Roma II